# Demba Traoré
Demba Traoré (Stockholm, 22 april 1982) is een Zweeds voetballer met een vader uit Mali en een moeder uit Finland die als aanvaller speelt.
Eerder speelde hij onder meer voor Cambridge United, Apollon Kalamarias en Fortuna Sittard.
Traoré maakte zijn debuut in Nederland voor Fortuna Sittard op 7 augustus 2009 tegen Helmond Sport.